# Autochtoon (biogeografie)
Autochtoon of (oorspronkelijk) inheems is een biogeografische statusaanduiding die de mate van inburgering aangeeft die betekent dat een  taxon (bijvoorbeeld een soort) zich na de laatste ijstijd (Weichselien) spontaan heeft gevestigd. Bij planten gaat het om soorten van de oorspronkelijke levensgemeenschappen.
In de bosbouw heeft men voor bomen of struiken de definitie verder toegespitst op teeltmateriaal, individuen of populaties die rechtstreeks afstammen van (andere) populaties die op eigen kracht, sinds de laatste ijstijd, hier gevestigd zijn en zich, tot op heden, al dan niet met hulp van de mens, hebben kunnen handhaven. 

## Bosbouw in België en Nederland

### Definities
De woorden inheems en autochtoon worden door elkaar gebruikt, maar betekenen niet hetzelfde in de EU-Bosbouwrichtlijn:
- Autochtoon: volgens de EU Richtlijn voor bosbouw vindt vernieuwing in een autochtone opstand[4] plaats door een continue natuurlijke verjonging sinds de spontane vestiging na de laatste ijstijd. De opstand mag alleen kunstmatig zijn verjongd, als het teeltmateriaal uit dezelfde opstand of uit autochtone opstanden in de nabije omgeving is verkregen. Een individuele plant is autochtoon in een bepaalde streek als deze een nakomeling is van planten die zich sinds de hun spontane hervestiging na de laatste ijstijd altijd natuurlijk hebben verjongd of die kunstmatig vermeerderd werden met strikt lokaal materiaal.
- Inheems: Volgens de EU Bosbouwrichtlijn is een inheemse opstand een autochtone opstand of een opstand die kunstmatig is geteeld met zaad uit hetzelfde herkomstgebied. Een plantensoort is inheems als ze hier is terecht gekomen zonder directe menselijke tussenkomst. Het begrip inheems is abstract. Het slaat niet op een welbepaalde plant, maar op een soort. Een zomereik is inheems in Vlaanderen omdat Vlaanderen tot het natuurlijke verspreidingsgebied van de soort zomereik hoort.[5][6][7]

### Belang en areaal van autochtone bomen en struiken
Door de eeuwenlange natuurlijke selectie hebben de autochtone populaties zich aan het Nederlandse klimaat en milieuomstandigheden aangepast. Hierdoor zijn er lokale verschillen ontstaan. In het ene gebied bloeit een boom of struik bijvoorbeeld eerder dan in het andere gebied. Ook kunnen vorm en grootte van de bladeren of de bloemen variëren. Deze variatie is van groot belang voor allerlei dieren, zoals bloembezoekende insecten.
Het areaal autochtone bomen en struiken en de genetische kwaliteit ervan zijn in Nederland drastisch achteruitgegaan. Belangrijke oorzaken zijn het eeuwenlange proces van ontbossing en het verdwijnen van meer dan driekwart van de oude houtwallen en heggen ten behoeve van schaalvergroting in de landbouw, verstedelijking en de uitbreiding van infrastructuur. Een minder bekende, maar niet minder belangrijke oorzaak van de achteruitgang is het gebruik van plantmateriaal uit andere landen. Veel plantmateriaal wordt bijvoorbeeld opgekweekt uit zaad dat geïmporteerd is uit Zuid- en Oost-Europa. Daarbij gaat het weliswaar om soorten waarvoor Nederland tot het natuurlijke verspreidingsgebied hoort, maar het importmateriaal heeft andere erfelijke eigenschappen. Hierdoor ontstaan vitaliteitproblemen, omdat bijvoorbeeld het moment van uitlopen en bloei in Nederland op een 'verkeerd' tijdstip valt. Behalve voor de boom kan dit ook voor de van deze boomsoorten afhankelijke diersoorten problemen veroorzaken.

### Criteria voor autochtoon uitgangsmateriaal
Tegenwoordig zijn autochtone bomen en struiken voornamelijk nog te vinden op oude bosplaatsen, in houtwallen, langs holle wegen en aan de oevers van niet vergraven beken. Dat een boom of struik autochtoon is kan vrijwel nooit met zekerheid aangetoond worden. Voor de criteria om vast te stellen of het waarschijnlijk is dat het om autochtoon materiaal gaat, wordt er vaak verwezen naar criteria geïnitieerd en gebruikt door Bert Maes.
1. Criteria betreffende de boom of struik:
  - de boom of struik is een wilde inheemse variëteit, geen cultuurvorm.
  - het betreft een zichtbaar oude boom of struik, een oude (voormalige) stoof of spaartelg.
  - de boom of struik maakt een spontane en niet-aangeplante indruk.
  - DNA-onderzoek geeft indicaties voor het autochtone karakter
2. Criteria betreffende de standplaats
  - het landschapselement, waarin de boom of struik groeit, komt voor op de topografische kaart van circa 1850 (schaal 1:25.000 of 1:50.000 of ouder.
  - het landschapselement komt op jongere topografische kaarten voor maar er zijn duidelijke aanwijzingen dat de boom of struik zich vanuit oudere landschapselementen in de buurt heeft uitgezaaid.
  - de standplaats ligt binnen het natuurlijke verspreidingsgebied van de betreffende soort, de boom of struik komt voor in het natuurlijke of potentieel natuurlijke vegetatietype.
  - het landschapselement maakt in het veld een oude en ongestoorde indruk.
  - het bodemtype en de groeiplaatsomstandigheden komen min of meer overeen met de natuurlijke standplaats van de soort.
  - de bodem is ongestoord.
  - in de boom-, struik- of kruidlaag komen soorten voor die indicatief zijn voor oude bosplaatsen of oude houtwallen.
  - in de omgeving komt de betreffende soort voor op vergelijkbare plaatsen.
3. Overige criteria
  - uit archieven blijkt een hoge ouderdom van de groeiplaats of zijn er indicaties voor het autochtone karakter.
  - uit mededelingen van bewoners ter plaatse blijkt een hoge ouderdom van de groeiplaats of komen indicaties naar voren over het autochtone karakter
  - uit paleobotanisch of archeobotanisch onderzoek volgen indicaties voor het autochtone karakter.

Deze criteria gaan zelden allemaal tegelijkertijd op. Op verarmde groeiplaatsen kunnen indicatieve planten, zoals winterlinde, tweestijlige meidoorn, adelaarsvaren, eenbes en bosanemoon ontbreken. Ook zijn er bijvoorbeeld niet altijd oude exemplaren.  De mate van zekerheid omtrent autochtoon uitgangsmateriaal is sterk afhankelijk van de soort. Bij oude hakhoutvormen, zoals bij Fraxinus excelsior (gewone es), Ulmus laevis (steeliep) en Alnus glutinosa (zwarte els) is de zekerheid bijvoorbeeld groot. Ook van Q. robur en Q. petraea (zomer- en wintereik) is – aan de hand van internationaal onderzoek naar migratieroutes – vast te stellen of een herkomst als autochtoon aangemerkt kan worden. Bes- en botteldragers zoals wilde lijsterbes, ribessoorten en rozensoorten daarentegen worden gemakkelijk verspreid door vogels, waardoor de herkomst onduidelijk kan zijn. Dit geldt ook voor zaadwindverspreiders als berken, populieren en wilgen. Daarnaast kan kruisbestuiving van autochtone herkomsten met stuifmeel van niet-autochtoon plantmateriaal plaatsvinden door wind en insecten.
Voor het toepassen van de criteria wordt daarom een deskundigenoordeel gebruikt. In overleg met deskundigen op het gebied van autochtone herkomsten is voor alle mogelijke autochtone herkomsten bepaald of deze aan voldoende kenmerken voldoet om deze als autochtoon aan te duiden. Voor de mate van zekerheid betreffende het autochtone karakter wordt door bosbouwkundigen een indeling gehanteerd in drie categorieën: 
categorie a: herkomsten zijn vrijwel zeker autochtoon,
categorie b: herkomsten zijn vrij waarschijnlijk autochtoon
categorie c: herkomsten zijn waarschijnlijk autochtoon.

### Autochtone bomen en struiken in Nederland
Aangezien Nederland bestaat uit één herkomstgebied, kunnen opstanden ook inheems zijn wanneer deze zijn aangelegd met bomen en struiken uit andere regio’s. Deze bovenstaande definities worden in Europees verband gebruikt. Om nu verwarring in Nederland te voorkomen worden in Nederland voor het begrip autochtone herkomsten het begrip autochtone Nederlandse herkomsten en voor inheems het begrip overige Nederlandse herkomsten gebruikt.
In 1992 heeft Nederland het Biodiversiteitsverdrag van Rio de Janeiro ondertekend. Een van de centrale thema's was het behoud van de biodiversiteit. Sinds Rio is het denken over natuurbeheer in brede kring veranderd en is er ook een duidelijk toenemende belangstelling voor autochtone bomen en struiken. Het verdwijnen van biologische diversiteit en daarmee genetische verarming, kan onder andere worden tegengegaan door versterking van bestaande populaties en door herintroductie van autochtoon materiaal.
De basis hiervoor is door Stichting Kritisch Bosbeheer gelegd rond het begin van de jaren tachtig van de 20e eeuw. Medio jaren tachtig leidde dat concreet tot diverse publicaties die de eerste contouren beschreven van het belang voor het behoud en ontwikkeling van autochtone populaties bomen en struiken in het Nederlandse natuurbeheer. Later spitsten zich de publicaties toe op individuele soorten als onder meer de Taxus (Taxus baccata), de lindesoorten als kleinbladige linde (Tilia cordata) en grootbladige linde (T. platyphyllos), wintereik (Quercus patrea), en andere.
Aanvankelijk ontstond er veel weerstand tegen dit thema. Dat veranderde snel toen het inzicht groeide dat het merendeel van de bijna 100 soorten inheemse bomen en struiken inmiddels schaars, zeer zeldzaam, of zelfs al voor Nederland of België als uitgestorven moesten worden beschouwd. In Nederland is de autochtone grove den uitgestorven, hoewel op de hogere gronden er nog grote aantallen staan.
Hoofdoorzaak van de zeer weinige overgebleven oorspronkelijke groeiplaatsen van autochtone bomen en struiken moet worden gezocht in de bosbouw. Deze vorm van landgebruik is immers per definitie vooral geïnteresseerd in economisch rendabele soorten. Door bepaalde bosbouwkundige eisen en wensen zocht men vaak naar snellere of beter groeiende variëteiten, waardoor minder rendabele soorten uit de bossen verdwenen of werden vervangen door niet-autochtone soorten en variëteiten uit bijvoorbeeld Oost-Europa of Zuidoost-Europa, zoals de grove den, eik of Fijnspar. Men introduceerde zelfs boom- en struiksoorten uit andere werelddelen, denk aan de douglasspar, Japanse lork en Amerikaanse eik. Ook 'bodemverbeterende' soorten werden om bosbouwkundige redenen uit verre oorden geïntroduceerd, zoals de nu bestreden Amerikaanse vogelkers.
Als gevolg van deze activiteiten bleek het pleidooi van Stichting Kritisch Bosbeheer om aandacht te krijgen voor het restant autochtone boom- en struiksoorten al vóór het eind van de jaren tachtig aan te slaan. In Nederland volgden nadien opkomende kleine bedrijfjes het idee en verzamelden zaad van waarschijnlijk oorspronkelijk autochtoon materiaal om zodoende plantmateriaal te verkrijgen voor herintroductie elders. Helaas zijn sommige zeer zeldzame soorten nog steeds gevoelig voor bosbouwkundige ingrepen omdat ze soms niet of te laat worden herkend en zo verloren gaan bij het 'onderhoud' van bossen of houtwallen, zoals in het voorjaar van 2007 bleek toen enkele wilde peren in een houtwal in een beschermd natuurgebied in de Achterhoek bij een dunning werden omgezaagd en zo verloren gingen.
In het kader van het natuurbeheer vindt men het soms wenselijk, dat bomen en struiken die hier hun natuurlijke verspreidingsgebied hebben worden aangeplant. Overigens stellen de Nederlandse floristen (van de stichting Floron) dat ook die soorten inheems zijn die hier zijn ingeburgerd. Ingeburgerd heten soorten die na introductie door de mens zich gedurende drie generaties op drie verschillende plaatsen spontaan in het wild hebben gehandhaafd.
Ecologen van Stichting Kritisch Bosbeheer bekritiseren echter deze definitie. Omdat soms inderdaad blijkt dat zo’n ingeburgerde 'autochtone' soort zich kan hebben postgevat en zich op zijn nieuwe groeiplaats onder natuurlijke omstandigheden duurzaam weet te verjongen, er echter desondanks zeer belangrijke verschillen zijn geconstateerd. Zo is vastgesteld dat de eenstijlige meidoorn, die in Nederland voor een aanzienlijk deel is vermengd met materiaal afkomstig uit Zuid-Europa, niet, of anders, synchroniseert met de overige componenten in het ecosysteem. Italiaanse meidoorns bloeien eerder dan autochtone meidoorns, waardoor andere interacties ontstaan met insecten en dus ook weer insectenetende organismen op de nieuwe groeiplaats. Denk bijvoorbeeld aan vogels met jongen die zodoende hun voedselspectrum zien inkrimpen. Dergelijke gevoelige ecologische interacties zijn maar zeer beperkt onderzocht. Dit type onderzoeksprojecten zijn bovendien zeer ingewikkeld en kostbaar en leiden niet tot een hoger maatschappelijke productie (bosbouw!) waardoor het zeer lastig is er financieringsbronnen voor te vinden. Al met al kan niet zonder meer gesteld worden dat 'ingeburgerd inheems' materiaal vergelijkbare ecologische eigenschappen heeft als daadwerkelijk autochtoon materiaal. De boven aangehaalde opvatting van Floron is derhalve volgens de definitie van Stichting Kritisch Bosbeheer niet of onvoldoende ecologisch getoetst.
Vereniging Natuurmonumenten volgt deze floristenrichtlijn m.b.t. het inheems-zijn van een plant of een dier. Een voorbeeld is de Amerikaanse vogelkers (Prunus serotina), die ongeveer in het achtste jaar tot bloei komt. Na drie keer acht jaar, 24 jaar, spontane overleving in de natuur, zal volgens deze zienswijze deze struiksoort inmiddels inheems genoemd kunnen worden. Daarmee dreigt de vereniging in aanvaring te komen met artikel 8h van het Biodiversiteitsverdrag, dat bepaalt dat verdringende exoten ('alien species') bestreden of verdelgd dienen te worden. De Amerikaanse vogelkers, of bospest, ontwikkelt zich in bos, duin en heide vaak als een plaag.
Floristen zullen de Amerikaanse eik en de Douglasspar, die in Nederland veelvuldig in bosverband zijn aangeplant, vanwege een soortgelijke uitkomst ten aanzien van de goede voortplanting in Nederland, eveneens tot de inheemse flora rekenen. Het publiek en bosecologen zullen echter geneigd zijn om van al deze soorten de buitenlandse afkomst in aanmerking te nemen. De Nederlandse overheid zal het begrip inheems volgens biodiversiteitsrichtlijn hanteren, teneinde niet strijdig te zijn met het Biodiversiteitsverdrag en impliciet met de richtlijnen van de Europese Unie. In de vogelwereld worden geïntroduceerde soorten die in het wild aanslaan, zoals de Nijlgans, exoot genoemd. Vogels die hier op eigen kracht gekomen zijn, zoals recent de Turkse tortel, noemt men een immigrant, die worden ook meteen tot de inheemse avifauna gerekend. Het begrip inheems wordt derhalve, afhankelijk van de groep 'gebruiker', verschillend geïnterpreteerd, van nauw tot ruimhartig.